# Eurochocolate

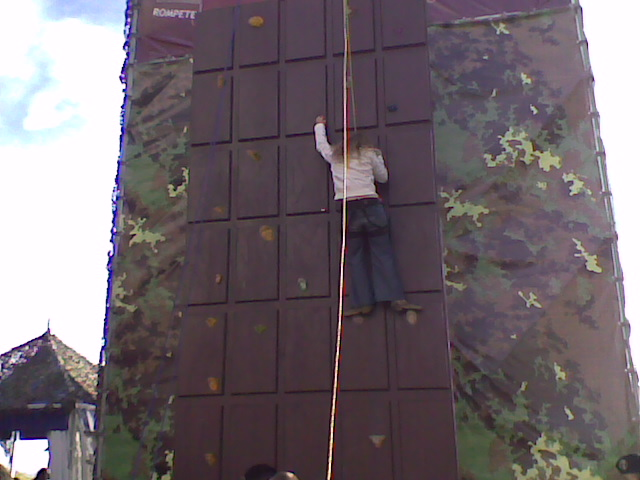
Mur d'escalade en forme de plaque de chocolat (2009)

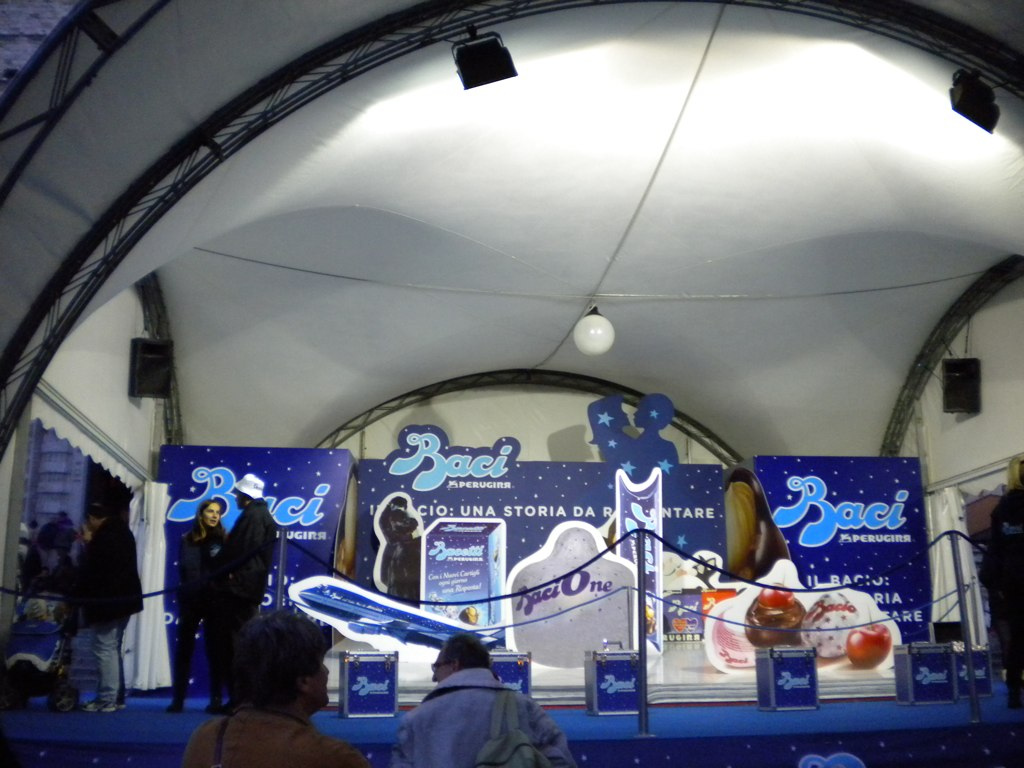
Stand Baci Perugina (2010)

Eurochocolate (également nommée Eurochoc), est une foire annuelle dédiée au chocolat qui se déroule au mois d'octobre à Pérouse, en Italie.

## Histoire
La manifestation a été créée par l'architecte Eugenio Guarducci en 1993. Il s'agit d'une foire annuelle qui se déroule dans le centre historique de Pérouse et qui est dédiée exclusivement à la tradition chocolatière mondiale. 
Elle fait appel aux producteurs de chocolat sous toutes ses formes. Les produits sont présentés et vendus dans les stands et espaces d'exposition.
Pendant cette foire, de nombreux événements sont organisés comme des spectacles, initiatives culturelles, animations et happening dans les rues, places, et lieux d'art de la ville. 
Entre-autres, le spectacle de la sculpture du chocolat met en concurrence des sculpteurs qui travaillent des blocs de chocolat de 1 m3. Les sculptures réalisées restent exposées pendant la période de foire.
Dans la Rocca Paolina, la section Eurochocolate World permet aux producteurs de cacao de mettre en valeur leurs us et coutumes, traditions, et produits typiques à base de cacao. 
La manifestation est placée sous le patronage du Ministère du Développement économique et du Ministère des Politiques agricoles, alimentaires et forestières, de l'International Cocoa Organization (ICCO), la principale organisation mondiale dont le siège est à Londres.

## Source de traduction
- (it) Cet article est partiellement ou en totalité issu de l’article de Wikipédia en italien intitulé « Eurochocolate » (voir la liste des auteurs).